# Aron Cajtlin
Aron Cajtlin, ang. Aaron Zeitlin (ur. 3 czerwca 1898 w Uwarowiczach w guberni mohylewskiej, zm. 28 września 1973 w Nowym Jorku) – polski poeta żydowskiego pochodzenia, tłumacz, dramatopisarz i krytyk literacki , syn Hilela Cajtlina, brat Elchanana. 

## Życiorys
Dzieciństwo spędził w Homlu oraz Wilnie. Od 1907 mieszkał w Warszawie. W latach 1920–1921 pracował jako nauczyciel w Zichron Ja’akow w Brytyjskim Mandacie Palestyny. Po powrocie z Palestyny stał się współwydawcą czasopisma dla dzieci „Szibolim” oraz założycielem i redaktorem pisma „Der Griner Błat”. Od 1926 Cajtlin był redaktorem literackim warszawskiego dziennika „Unzer Ekspres”, wydawanego w języku jidysz. W latach 1930–1934 (i ponownie od 1938) kierował Sekcją Żydowską PEN Clubu w Warszawie.
Podczas II wojny światowej przebywał w Nowym Jorku, do którego przybył w 1939 na zaproszenie dyrektora teatru jidysz Maurice'a Schwartza. W ten sposób jako jedyny z całej swojej rodziny ocalał z Holokaustu.
Jest autorem sztuki Esterka, z której pochodzi utwór Dos kelbl („Dona, Dona”) (śpiewany między innymi przez Joan Baez), do którego muzykę skomponował Sholom Secunda. 

## Wybrana twórczość
Pisał wyłącznie w języku hebrajskim i jidysz. W jego twórczości dominowały dramaty i liryka mistyczno-refleksyjna.
- 1937: Brenendike erd: roman 2
- 1937: Brenendike erd: roman 1
- 1929: Brener: dramatishe dihtung in 3 aktn, 10 bilder
- 1929: Yaakov Frank: drame in zeks bilder
- 1922: Metatron: apokaliptishe poeme